# Хальмеръю
Хальмеръю (устар. Хальмер-Ю) — река в Берёзовском районе Ханты-Мансийского автономного округа. Устье реки находится в 62 км от устья Хулги по правому берегу. Длина реки составляет 102 км, площадь водосборного бассейна — 1300 км².
Притоки Хальмеръю:
- Кырнышъёль — 36 км (лв)
- Эрэпшор — 41 км (пр)
- Большая Тынагота — 66 км (лв)
- Малая Тынагота — 69 км (лв)

## Данные водного реестра
По данным государственного водного реестра России относится к Нижнеобскому бассейновому округу, водохозяйственный участок реки — Северная Сосьва, речной подбассейн реки — Северная Сосьва. Речной бассейн реки — (Нижняя) Обь от впадения Иртыша.
Код объекта в государственном водном реестре — 15020200112115300026226.

## Достопримечательности
На реке расположен самый высокий водопад в республике Коми. Общая высота падения воды — 10-12 м. Является памятником природы республиканского значения «Водопад на реке Хальмеръю» (объявлен постановлением Совета Министров Коми АССР от 26 сентября 1989 г. N 193 «Об организации новых заказников и памятников природы в Коми АССР»).